# جوش‌خوردن جمجمه
جوش‌خوردن جمجمه، یا جوش خوردن زودرس استخوانهای جمجمه نوزادان جزو بد شکلی‌های سرو صورت(craniofacial malformations)طبقه‌بندی می‌شود. در بین استخوان‌های گنبد جمجمه(calvaria) نوزاد انسان مفاصل لیفی (fibrous sutures) نرمی وجود دارد، در بعضی ازنواحی جمجمه فاصله بین استخوان بیشر بوده و ملاج(fontanels) نامیده می‌شوند. مفاصل و ملاج‌های نرم جمجمه نوزاد این امکان را فراهم می‌کند تا درهنگام زایمان، استخوان‌های جمجمه به توانند کمی روی هم جابجا شده و اندازه جمجمه کمی کوچکتر شود و سر بچه بتواند بدون مشکل از مجرای زایمانی عبور کند این درزها و ملاج‌ها به تدریج تا هجده ماهگی که رشد مغز کامل می‌شود سفت و محکم می‌شوند در سنین سی سالگی به بعد و به مرور زمان در اثر پدیده استخوان سازی(ossification)، به‌طور طبیعی استخوان‌های جمجمه به یک دیگر جوش می‌خورند (سینوستوز) و مفاصل درزی نا پدید می‌شوند. در پزشکی قانونی برای تعین سن تقریبی جمجمه‌ها از میزان جوش خوردگی مفاصل جمجمه استفاده می‌شود. به دلایل ژنتیکی، یا اختلالات غده سپری (تیروئید)، یا بیماری‌های مربوط به از سوخت و ساز (متابولیسم)، عمل جوش خوردن استخوان‌ها درجمجمه یک نوزاد بروز نماید غیرطبیعی است و این حالت را جوش خوردن زود رس جمجمه (کرانیوسین اوستوسیز) می‌گویند، (به زبان یونانی، کرانیو: جمجمه، اوستو:استخوان، سیز:شدن). از هر ده هزار نوزاد یکی به این حالت در می‌آید. در این حالت الگوی رشد جمجمه بچه تغیر می‌کند و جمجمه نوزاد نمی‌تواند در محل‌های جوش خوردگی رشد نماید و به ناچار رشد جمجمه در محل‌هایی که هنوز جوش نخورده‌اند ادامه پیدا می‌کند. در بعضی از نوزادان ممکن است این جوش خوردگی زیاد نباشد و فضای کافی برای رشد مغز مهیا باشد اما ممکن است شکل سرو صورت نوزاد غیرطبیعی شود. اگر جوش خوردن جمجمه پیشرفته باشد و بیشتر درزها ی جمجمه به هم جوش خورده باشند، دراین صورت مغز جای کافی برای رشد ندارد و فشار درون جمجمه بالا می‌رود وباعث بروز عقب افتادگی ذهنی (کمی ضریب هوشی)، تشنج، نقایص بینایی و به هم ریختن خواب و خوراک نوزاد می‌گردد .

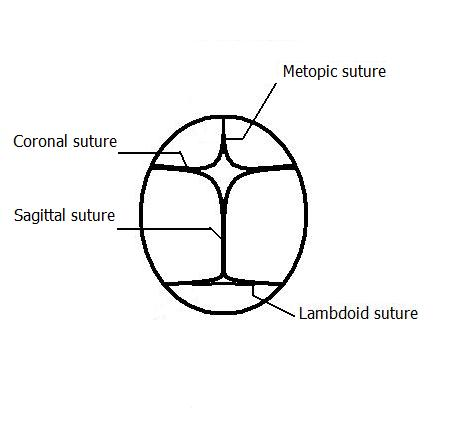
نمای بالایی درزهای جمجمه نوزاد:درز میانی (sagital)، درز لامی(lambeda) و درزتاجی(cronar)و درزپیشانی(metopic)در جلو

دربیشتر موارد جوش خوردن جمجمه نوزادان یک عارضه تنها بیشتر نیست، امادر ۱۵ تا ۴۰ از موارد جوش خوردن جمجمه نوزادان ممکن است بخشی از یک نشانگان(syndrome) و نشانه‌ای از بیماری اصلی دیگر باشد. جوش خوردن جمجمه نوزادان شکل‌های مختلف و نام‌های متفاوتی دارد؛ که به نحوه جوش خوردن درزهای اصلی گنبد جمجمه مربوط می‌شود. درزهای اصلی جمجمه نوزاد: درزلامی(lambdoid)در پشت سر (به صورت عددهشت)، درز تاجی(coronal)در بالای پیشانی به صورت کمانی شکل مابین دو گیج گاه، درز میانی(sagitta) در بالای سر درخط میانی، مابین درز لامی و تاجی؛ و درز پیشانی (metopic) در میان دو نیمه راست و چپ استخوان پیشانی نوزاد.

## برابرهای انگلیسی
1. ↑  craniosynostosis